# De blodiga sköldarna
De blodiga sköldarna (originaltitel: Alfred the Great) är en brittisk film från 1969 i regi av Clive Donner.

## Handling
Alfred vill bli präst, men när danskarna plundrar hans England ändrar han sig, tar till vapen mot inkräktarna och leder de kristna engelsmännen i kampen för sitt land. Han besegrar danskarna och blir hjälte. Men trots att han fortfarande attraheras av prästerskapet, dras han mellan sin passion till Gud och lusten till blod.

## Om filmen
Filmen spelades in den 23 maj–21 september 1968 i grevskapet Galway i Irland. Den hade världspremiär i Storbritannien den 14 juli 1969.

## Rollista
- David Hemmings – Alfred
- Michael York – Guthrum
- Prunella Ransome – Aelhswith
- Colin Blakely – Asher
- Ian McKellen – Roger
- Peter Vaughan – Burrud
- Alan Dobie – Ethelred
- Julian Glover – Shrdlu
- Vivien Merchant – Freda
- Julian Chagrin – Ivar Benlös
- Jim Norton – Thanet
- John Rees – Cuthbert
- Christopher Timothy – Cerdic
- Peter Blythe – Eafa
- Sinéad Cusack – Edith
- Barry Evans – Ingild
- Barry Jackson – Wulfstan
- Henry Woolf – Wenda
- Andy Bradford – Edwin
- Keith Buckley – Hadric
- Michael Billington – Offa
- David Glaisyer – Olaf